# Hong Seong-ik
Hong Seong-ik (koreanisch 홍성익; * 1. September 1940 in South Chungcheong) ist ein ehemaliger südkoreanischer Radrennfahrer.

## Sportliche Laufbahn
Hong Seong-ik (auch Hong Sung-ik) war im Straßenradsport aktiv und Teilnehmer der Olympischen Sommerspiele 1964 in Tokio. Im Mannschaftszeitfahren wurde das Team aus Südkorea mit An Byeong-hun, Jo Seong-hwan, Hong Seong-ik und Lee Seon-bae 24. des Rennens. Über sein weiteres Leben und seine sportlichen Erfolge ist nichts bekannt.